# 福巴替尼
福巴替尼（INN：futibatinib），商品名Lytgobi，又称富替巴替尼，是由日本大鹏制药（Taiho Pharmaceutical）研制的一款治疗胆管癌的口服药。为成纤维细胞生长因子受体2（FGFR2）不可逆抑制剂，用于治疗FGFR2基因融合的既往接受过治疗且无法切除的局部晚期或转移性肝内胆管癌的成年患者。
2022年9月通过美国FDA批准，2023年6月在日本获批，并于同年7月在欧盟获批。